# Arachnodes histeroides
Arachnodes histeroides är en skalbaggsart som beskrevs av François Louis Nompar de Caumont de Laporte 1840. Arachnodes histeroides ingår i släktet Arachnodes och familjen bladhorningar. Inga underarter finns listade.